# Adenomera lutzi
Espèce
Synonymes
- Leptodactylus lutzi (Heyer, 1975)

Statut de conservation UICN

 EN  : En danger
Adenomera lutzi est une espèce d'amphibiens de la famille des Leptodactylidae.

## Répartition
Cette espèce est endémique du Guyana,.

## Étymologie
Elle est nommée en l'honneur d'Adolpho Lutz.

## Publication originale
- Heyer, 1975 : Adenomera lutzi (Amphibia:  Leptodactylidae), a new species of frog from Guyana. Proceedings of the Biological Society of Washington, vol. 88, p. 315-318 (texte intégral).